# Neukirchen, Bayern
Neukirchen är en kommun och ort i Landkreis Straubing-Bogen i Regierungsbezirk Niederbayern i förbundslandet Bayern i Tyskland.
Kommunen ingår i kommunalförbundet Hunderdorf tillsammans med kommunerna Hunderdorf och Windberg.